# Людовик Бонапарт
Людо́вик (Луи́джи, Луи́) Бонапа́рт (итал. Luigi Buonaparte, фр. Louis Bonaparte; 2 сентября 1778, Аяччо, Франция, — 25 июля 1846, Ливорно, Великое герцогство Тосканское) — один из братьев Наполеона I, отец Наполеона III.

## Биография
С  5 июня 1806 по 1 июля 1810 года — король вассального по отношению к Французской империи королевства Голландия под именем Людовика I (нидерл. Lodewijk I van Holland). Был достаточно популярным среди голландцев, помогал народу во время наводнений, учил нидерландский язык, хотя говорил с забавными ошибками (так, свой титул он выговаривал как нидерл. Konijn van 'Olland — «олландский кролик»). 
В 1808 году основал Королевский институт наук, литературы и изящных искусств (ныне Королевская Нидерландская академия наук). В 1810 году по распоряжению брата,недовольного самостоятельностью Людовика,отрёкся от престола в пользу малолетнего сына, а ещё через четыре дня территория голландского королевства была аннексирована Францией.
Взамен Людовик получил от брата титул графа де Сен-Лё (comte de Saint-Leu) и стал правителем Великого герцогства Берг, главой которого формально был его сын Наполеон Луи Бонапарт.
4 января 1802 года женился на Гортензии Богарне, падчерице Наполеона (дочери императрицы Жозефины от первого брака). Брак был заключён по приказу брата, а сами супруги не испытывали друг к другу нежных чувств. После изгнания из Голландии они разошлись. 
Впоследствии у Гортензии родился ещё один (внебрачный) ребёнок — Шарль де Морни. По некоторым данным, Шарль Луи Наполеон так же мог быть рождён не от Людовика Бонапарта.

### Награды
- Орден Единства, великий магистр (Королевство Голландия, 24.08.1806)
- Орден Слона (Дания)
- Орден Золотого руна (Испания)
- Королевский орден Испании (Испания)
- Орден Железной короны, большой крест (Королевство Италия)
- Королевский орден Обеих Сицилий, большой крест (Неаполитанское королевство)
- Орден Чёрного орла (Пруссия)
- Орден Святого Андрея Первозванного (Россия, 27.03.1808)[1]
- Орден Святого Александра Невского (Россия, 27.03.1808)
- Орден Почётного легиона, большой орёл (Франция)

## Семья и дети
С 4 января 1802 женат на Гортензии Богарне, дочери Жозефины и падчерице Наполеона I. Дети:
- Наполеон Шарль (Карл Людовик) Бонапарт[фр.] (10 октября 1802 — 5 мая 1807)
- Наполеон Луи (Людовик) Бонапарт (11 октября 1804 — 17 марта 1831), носил также титул великого герцога Клеве-Бергского;
- Шарль Луи (Карл Людовик) Наполеон Бонапарт (20 апреля 1808 — 9 января 1873), будущий президент Французской республики и император Франции Наполеон III.

## Образ в кино
- «Наполеон» (немой, Франция, 1927) — актёр Жан Раузена
- «Королевский развод[англ.]» (Великобритания, 1938) — актёр Дэвид Фаррар
- «Дезире: любовь императора Франции[англ.]» (США, 1954) — актёр Ларри Крэйн
- «Наполеон: путь к вершине» (Франция, Италия, 1955) — актёр Жильбер Жиль[фр.]